# Aszur-mukin-pale’a
Aszur-mukin-pale’a (akad. Aššur-mukīn-palē'a, tłum. „Aszur jest tym, który ustanowił moje rządy”) – asyryjski książę, syn Asarhaddona (681-669 p.n.e.), młodszy brat Aszurbanipala (669-627? p.n.e.).
Aszur-mukin-pale’a, jak wskazuje jego imię, urodzić się musiał już po wstąpieniu Asarhaddona na tron asyryjski, czyli po 681 r. p.n.e. Był najprawdopodobniej chorowitym dzieckiem, jako że do naszych czasów zachowało się kilka listów do Asarhaddona zawierających raporty lekarzy i egzorcystów na temat jego zdrowia. W jednym z takich listów „naczelny lekarz” Urdu-Nanaja donosi na przykład królowi, iż udało mu się uleczyć jego syna z wysokiej gorączki. W innym egzorcysta Nabu-nasir zapewnia Asarhaddona, że jego synowie Aszur-mukin-pale’a i Aszur-szarrani-muballissu cieszą się dobrym zdrowiem.
Jako dziecko Aszur-mukin-pale’a nie przebywał z ojcem, a wybór odpowiednich dni, w których mógł on złożyć swemu ojcu wizytę, jest tematem wielu listów astrologów i egzorcystów do Asarhaddona. W jednym z takich listów astrolog Nabu-ahhe-eriba informuje króla, że wróżby były pomyślne i że Aszur-mukin-pale’a będzie mógł go odwiedzić. Wizyta taka wiązać się musiała niewątpliwie z odbyciem podróży, jako że autor listu podkreśla, iż książę powinien uważać na siebie w jej trakcie. W innym liście astrolog Balasi, odpowiadając na zapytanie Asarhaddona, informuje go o pewnym dniu, który - zgodnie z przeprowadzonymi wróżbami - powinien być odpowiedni na wizytę jego syna. Aszur-mukin-pale’a wzmiankowany jest też w liście egzorcysty Adad-szumu-usura do Asarhaddona, w którym ten odpowiada pozytywnie na zapytanie króla, czy Aszur-mukin-pale’a powinien złożyć mu wizytę i czy jego brat Sin-per’u-ukin powinien mu towarzyszyć. Obaj bracia wspominani są razem również w innym liście, napisanym najprawdopodobniej też przez Adad-szumu-usura.
Podobnie jak inni członkowie rodziny królewskiej, także i Aszur-mukin-pale’a wymieniany jest kilkukrotnie w tekstach w powiązaniu z ofiarami dla świątyń. Mowa jest o nim na przykład w liście do Asarhaddona, w którym niejaki Urdu-Nabu informuje króla o darach, jakie w imieniu jego dzieci złożone być miały przed bogiem Nabu i boginią Taszmetum. Z imienia wymienieni są w liście Aszurbanipal, Szamasz-szuma-ukin, Aszur-mukin-pale’a, Aszur-etel-szame-erseti-muballissu i Szerua-eterat. Aszur-mukin-pale’a, jego bracia Aszur-etel-szame-erseti-muballissu i Szamasz-metu-uballit oraz jego siostra Szerua-eterat wymieniani są też w niejasnym kontekście w uszkodzonym tekście administracyjnym wyliczającym zwierzęta i naczynia kuchenne potrzebne do przygotowania ceremonialnego bankietu.
W 668 r. p.n.e., na początku rządów swego brata Aszurbanipala, Aszur-mukin-pale’a, zgodnie z wolą zmarłego ojca, wyznaczony został do pełnienia funkcji kapłańskich, najprawdopodobniej w Babilonie. Znane zapiski z czasów panowania jego brata nie zawierają innych wzmianek o nim, z wyjątkiem być może tekstu z 648 r. p.n.e., w którym występuje on jako właściciel pewnych tekstów, które najprawdopodobniej miały być przeniesione do biblioteki Aszurbanipala. Z tekstu tego nie można jednak wywnioskować, czy Aszur-mukin-pale’a żył jeszcze wtedy czy też nie.
|  |  |  |  |  |  |                    |                    |                    |                    |                    |                    |  |  |                        |                        |                        |                        |                        |                        |  |  |                          |                          |                          |                          |                          |                          |  |  |                  |                  |                  |                  |                  |                  |  |  |                          |                          |                          |                          | Asarhaddon               |                          |  |  |                        |                        |                        |                        |                        |                        |  |  |                                        |                                        |                                        |                                        |                                        |                                        |  |  |                    |                    |                    |                    |                    |                    |  |  |                               |                               |                               |                               |                               |                               |  |  |                     |                     |                     |                     |                     |                     |
|  |  |  |  |  |  |                    |                    |                    |                    |                    |                    |  |  |                        |                        |                        |                        |                        |                        |  |  |                          |                          |                          |                          |                          |                          |  |  |                  |                  |                  |                  |                  |                  |  |  |                          |                          |                          |                          |                          |                          |  |  |                        |                        |                        |                        |                        |                        |  |  |                                        |                                        |                                        |                                        |                                        |                                        |  |  |                    |                    |                    |                    |                    |                    |  |  |                               |                               |                               |                               |                               |                               |  |  |                     |                     |                     |                     |                     |                     |
|  |  |  |  |  |  |                    |                    |                    |                    |                    |                    |  |  |                        |                        |                        |                        |                        |                        |  |  |                          |                          |                          |                          |                          |                          |  |  |                  |                  |                  |                  |                  |                  |  |  |                          |                          |                          |                          |                          |                          |  |  |                        |                        |                        |                        |                        |                        |  |  |                                        |                                        |                                        |                                        |                                        |                                        |  |  |                    |                    |                    |                    |                    |                    |  |  |                               |                               |                               |                               |                               |                               |  |  |                     |                     |                     |                     |                     |                     |
|  |  |  |  |  |  | Sin-nadin-apli syn | Sin-nadin-apli syn | Sin-nadin-apli syn | Sin-nadin-apli syn | Sin-nadin-apli syn | Sin-nadin-apli syn |  |  | Szamasz-szuma-ukin syn | Szamasz-szuma-ukin syn | Szamasz-szuma-ukin syn | Szamasz-szuma-ukin syn | Szamasz-szuma-ukin syn | Szamasz-szuma-ukin syn |  |  | Szamasz-metu-uballit syn | Szamasz-metu-uballit syn | Szamasz-metu-uballit syn | Szamasz-metu-uballit syn | Szamasz-metu-uballit syn | Szamasz-metu-uballit syn |  |  | Aszurbanipal syn | Aszurbanipal syn | Aszurbanipal syn | Aszurbanipal syn | Aszurbanipal syn | Aszurbanipal syn |  |  | Aszur-takisza-liblut syn | Aszur-takisza-liblut syn | Aszur-takisza-liblut syn | Aszur-takisza-liblut syn | Aszur-takisza-liblut syn | Aszur-takisza-liblut syn |  |  | Aszur-mukin-pale’a syn | Aszur-mukin-pale’a syn | Aszur-mukin-pale’a syn | Aszur-mukin-pale’a syn | Aszur-mukin-pale’a syn | Aszur-mukin-pale’a syn |  |  | Aszur-etel-szame-erseti-muballissu syn | Aszur-etel-szame-erseti-muballissu syn | Aszur-etel-szame-erseti-muballissu syn | Aszur-etel-szame-erseti-muballissu syn | Aszur-etel-szame-erseti-muballissu syn | Aszur-etel-szame-erseti-muballissu syn |  |  | Sin-per’u-ukin syn | Sin-per’u-ukin syn | Sin-per’u-ukin syn | Sin-per’u-ukin syn | Sin-per’u-ukin syn | Sin-per’u-ukin syn |  |  | Aszur-szarrani-muballissu syn | Aszur-szarrani-muballissu syn | Aszur-szarrani-muballissu syn | Aszur-szarrani-muballissu syn | Aszur-szarrani-muballissu syn | Aszur-szarrani-muballissu syn |  |  | Szerua-eterat córka | Szerua-eterat córka | Szerua-eterat córka | Szerua-eterat córka | Szerua-eterat córka | Szerua-eterat córka |